# S-75 (ミサイル)

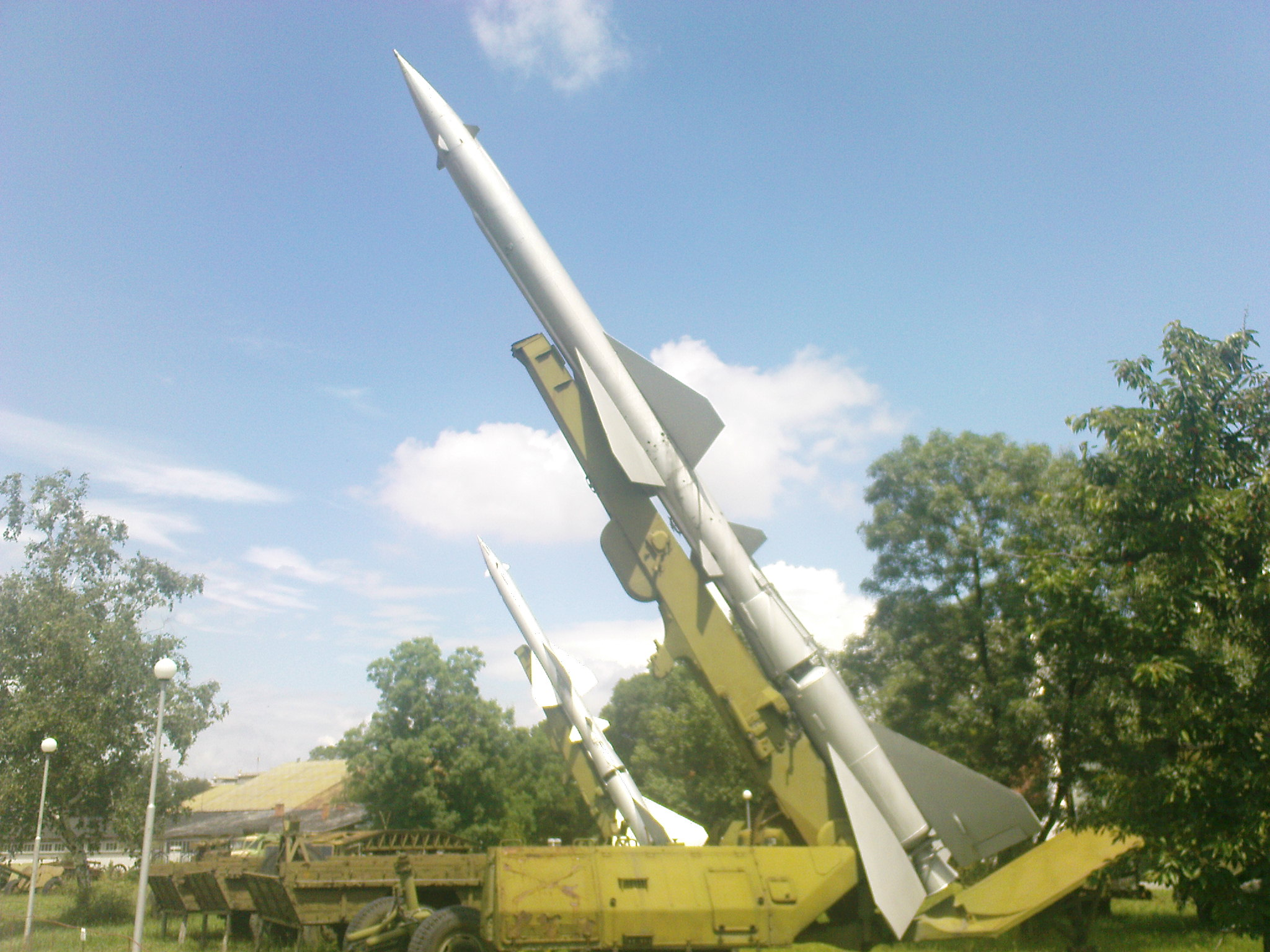
発射架に載せられたS-75

S-75（ロシア語: С-75）は、ソ連が開発した高高度防空ミサイル・システム。歴史上最も多く配備され使用された地対空ミサイルである。NATOコードネームは「SA-2 ガイドライン」（英: Guideline、「方針」の意）。

## 開発
S-75の開発は、ラボーチキン設計局が担当し、1953年に始まった。そのコンセプトは、アメリカ本土からソ連領内に進攻してきた戦略爆撃機のように、大型で機動性が重視されない敵機を目標とする中型地対空ミサイルであった。ソ連は既に「S-25 ベルクート」（NATOコードネーム「SA-1 ギルド」）を開発していたが、S-75はS-25の最大射高1万1,000mを超え、より高度なシステムを用い、かつ全国配備を目指していた。
S-75は1957年に部隊配備が始まり、これにあわせて国土防空軍も地対空ミサイル部隊を発足させている。S-75の存在は、同年5月1日に行われた赤の広場でのメーデー記念パレードにおいて、初めて一般市民と西側関係者の知るところとなった。

## 設計

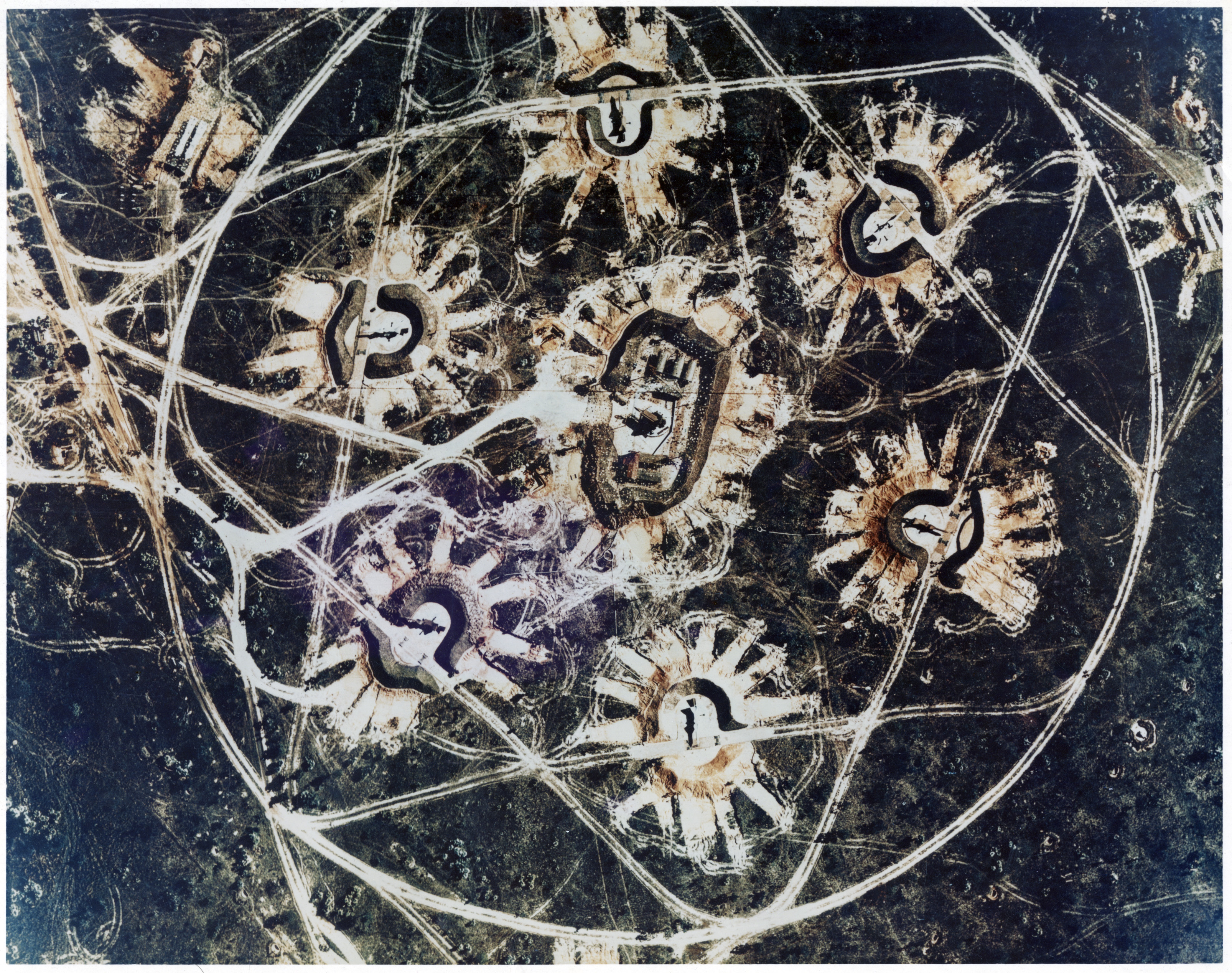
キューバにおけるS-75の陣地（1962年）。中央のレーダーを囲み6基の発射機を配置する。

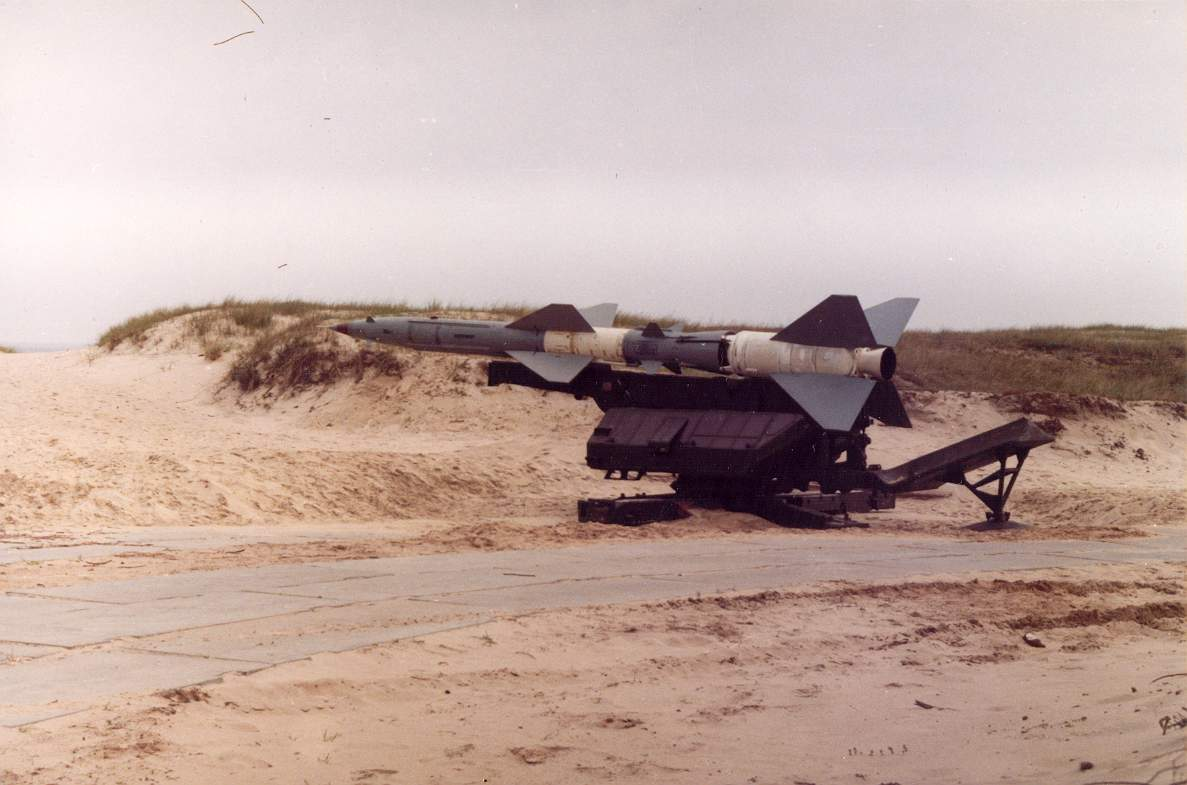
発射架を後ろから見る

### 構成
ソ連防空軍は、S-75を運用する地対空ミサイル連隊を、警戒レーダーを有する連隊本部と3個大隊から構成した。大隊は、1基の追尾・火器管制レーダーと、それを取り囲む様に60-100m間隔で配置された6基の発射機から構成される。このため、S-75の陣地は上空から見ると花のように見える。
連隊本部の警戒レーダーが目標を探知すると、その情報は地対空ミサイル中隊の火器管制レーダーであるファンソングに有線あるいは無線を通じて送られる。ファンソングは目標を捕捉すると敵機のデータを大隊の射撃管制装置に送る。この際ファンソングは最大6目標までの同時追尾とそのうち1目標との交戦が可能である。

### ミサイル
V-750ミサイルは中央部に4枚の安定翼、後端部に4枚の大型制動翼が付けられ、先端部と中央安定翼の後ろには小型の補助翼がある。ミサイルは2段式で、まず固体燃料ロケット・ブースター（燃焼時間4.5秒）により発射し、ブースター切り離し後は液体燃料ロケット・モーターで推進する。ミサイルの最大射程は30km（一部の型は43km）、最大射高は2万8,000mである。
ミサイルは専用のトレーラーに乗せてトラックで牽引される。発射には専用の発射架を用いる。

### レーダー
初期の警戒レーダーは、P-8（NATOコードネーム：Knife Rest A (ナイフ・レストA)）やP-10（NATOコードネーム：Knife Rest B (ナイフ・レストB)）が使用された。後に、探知距離を275kmに改良したP-12（NATOコードネーム：スプーン・レストSpoon Rest）警戒レーダーが用いられたが、ベトナム戦争で北ベトナム軍が用いたのは主にナイフ・レストであった。
連隊規模ではこの他にP-15（NATOコードネーム：Flat Face A (フラット・フェイスA)）」警戒レーダー（探知範囲250km）やPRV-11（NATOコードネーム：Side Net(サイド・ネット)）高角測定レーダー（探知範囲180km）と呼ばれるレーダーも使用される。
S-75の誘導に直接関わるのはSNR-75（NATOコードネーム：Fan Song (ファンソング)）追尾・火器管制レーダーである。上記の
ファンソングは交戦目標に対しUHFビームを照射し、発射後のミサイルはこのビームに沿って飛行する。ファンソングはこの間も敵機の追尾を続けており、その情報はミサイルの翼についたアンテナに送られ、最終的に敵機に命中するよう誘導される。
この「ビームライディング」方式の欠点は、たとえ有効射程内であってもレーダーが低空領域をカバーしていない以上、低空（S-75の場合高度3,000m以下）を飛ぶ敵機に対して効果が薄いことである。また、ミサイルの命中率はお世辞にもいいとは言えず、CEP（半数必中界：ミサイルが50%の割合で必ず到達する目標からの距離）は70mを超える。

### 弾頭
弾頭には、195kgの高性能炸薬が詰めてあるが、これがもたらす危害半径は20m以下である。後には危害半径を増大させるため、弾頭に15ktの核を選択的に搭載できるようになったタイプもある。

## 運用
1957年に運用が始まったS-75は、ソ連の首都モスクワ周辺に配備されていたKS-30 130mm高射砲やKS-19 100mm高射砲を代替したのを皮切りに、急速に配備が進められた。アメリカ政府の情報網は、1958年半ばから1964年までの間に、ソ連国内の大都市や工業地帯、政府施設の周辺にS-75のサイトが600ヶ所設置されたのを把握した。S-75は戦略爆撃機の侵入路に予想された地域にも配備され、1960年代半ばまでに1,000ヶ所に配備された。この頃にはソ連国外にもS-75の配備が進み、ドイツ民主共和国（東ドイツ）のドイツ駐留ソ連軍に配備されたほか、ワルシャワ条約機構に加盟する東ヨーロッパ各国にも売却された。また、東アジアで西側諸国と対峙する中華人民共和国や朝鮮民主主義人民共和国（北朝鮮）、ベトナム民主共和国（北ベトナム）に供与された。

### 高高度偵察機の撃墜
S-75が初めて戦果を挙げたのは、1959年10月7日のことである。中国の首都である北京付近で偵察飛行中だった中華民国空軍（台湾空軍）のRB-57Dキャンベラ（イングリッシュ・エレクトリック キャンベラの米ライセンス生産版）偵察機を中国人民解放軍のS-75が撃墜した。台湾空軍の偵察機は中国領空内でS-75の脅威にさらされ、RB-57Dや黒猫中隊のU-2偵察機が4機撃墜されている。
西側諸国にS-75の威力を強く印象づけたのは、1960年5月1日に起こったU-2撃墜事件である。超高高度からソ連上空を領空侵犯するアメリカ空軍のU-2偵察機に対し、ソ連防空軍は戦闘機で迎撃を試みたが、成果は上がらなかった。この状況を変えたのがS-75である。1960年5月1日、フランシス・ゲーリー・パワーズの操縦するU-2は、ソ連側の警戒レーダーによって捕捉された。次に要撃機が発進し、最終的に14発のS-75発射によってU-2は撃墜され、パワーズはスパイ行為で拘束された。
1962年のキューバ危機では、キューバに設置された核ミサイル基地を偵察する米空軍のU-2の迎撃にS-75が用いられた。10月27日の「暗黒の木曜日」には、ルドルフ・アンダーソンが操縦するU-2をS-75が撃墜し、アンダーソンは戦死した。

### 軍事衝突における運用
戦闘における初のS-75使用は、1965年に勃発した第二次印パ戦争である。インド軍のS-75が、パキスタン空軍機1機を撃墜し、その後のパキスタン空軍の作戦行動に重大な影響を与えている。

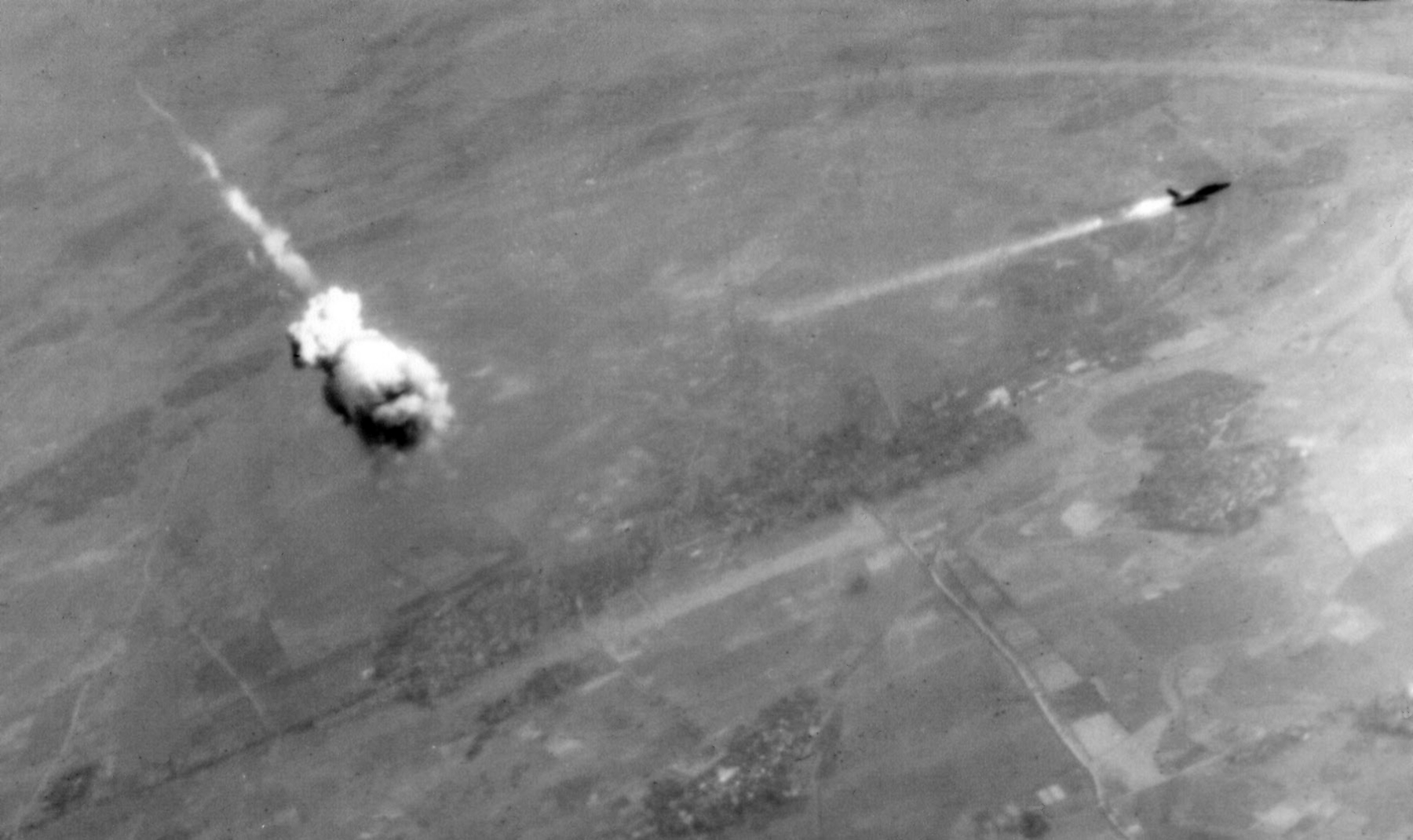
F-105に命中した直後のS-75（1968年）。爆発した弾頭による煙が見え、被弾したF-105（右）は火を噴いている。

S-75が大規模に投入されたのはベトナム戦争である。北ベトナム（当時）へのS-75の配備は1965年半ばに開始され、同年7月には初撃墜を記録した（被撃墜機はF-4 ファントムII 戦闘機）。しかし、本来大型航空機や高高度を飛ぶ航空機を目標に開発されたS-75で、高速の戦闘機に対処することは困難で、加えてアメリカ軍がECM（電磁妨害装置）を使用するようになると撃墜率はさらに低下した。1965年の段階で5.7%（11機撃墜/194発）だった撃墜率は、1968年には0.9%（3/322）まで低下した。
一方で、ベトナム戦争におけるS-75の評価は直接的な撃墜だけはでなく、システムの一部として捉える必要がある。S-75によってアメリカ軍は航空戦力の一部をワイルド・ウィーゼル（地対空ミサイル制圧任務）に割く必要が生じた。ミサイルを回避する機動は多量の燃料を消費するので、それを利用して米軍機にミッションを放棄させる戦術（ミッションキル）も多用された。ミサイルによって米軍機を低高度に追い込み、対空砲や短距離の地対空ミサイルで撃墜する戦術もよく知られている。ベトナム戦争終結までに、4,000発以上のソ連製地対空ミサイル（1972年からはS-125「ネヴァー」（NATOコードネーム：SA-3「ゴア」）も投入されている）が発射され、これによって撃墜された米軍機は100機近くにのぼっている。
ベトナム戦争中、S-75は一度だけ設計意図であった戦略爆撃機の迎撃に用いられた。1972年、ハノイ爆撃に出撃したB-52は、密集隊形を組み相互にECMでカバーしていたが、北ベトナム側は爆撃後、帰還のための旋回で密集体系が崩れる瞬間を待っていた。北ベトナム側は電子妨害を受けながらも、B-52の旋回ポイントに向けて無誘導のまま大量のS-75を撃ち込んだ。ミサイルは、彼らの期待通り旋回の瞬間に到達し、最終的に14機のB-52が撃墜された。
中東では、エジプトやシリアにS-75が配備され、第四次中東戦争などではイスラエルに対する高高度防空を担った。イランやイラクに輸出されたS-75は、イラン・イラク戦争や湾岸戦争で用いられた。

### 冷戦終結以降

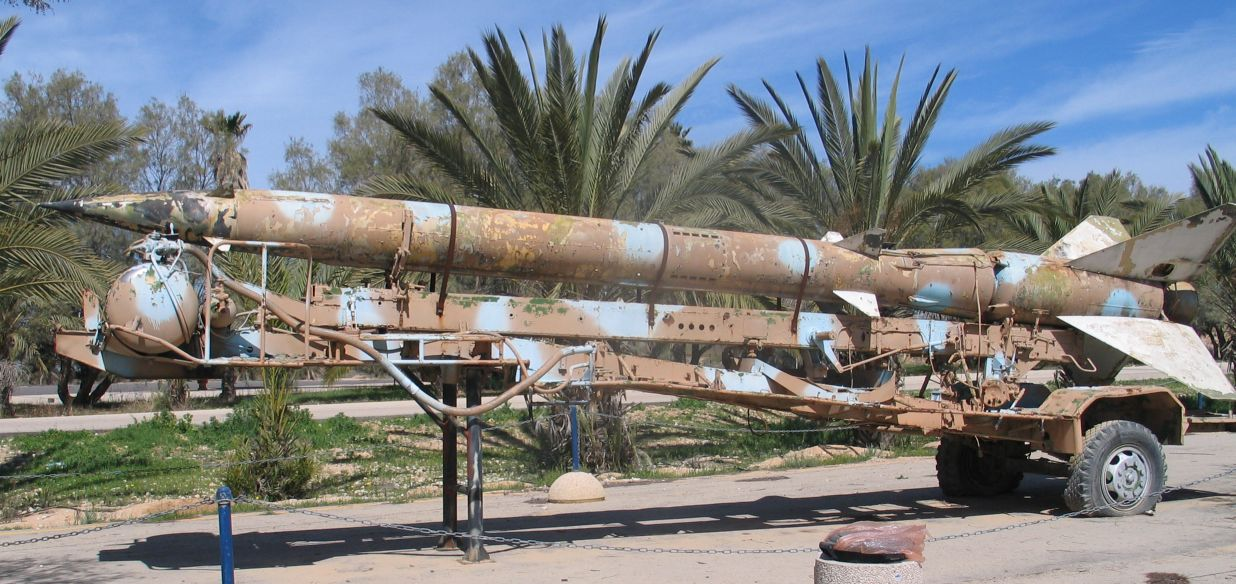
移動用トレーラーに乗せられたS-75。状態はあまり良くない

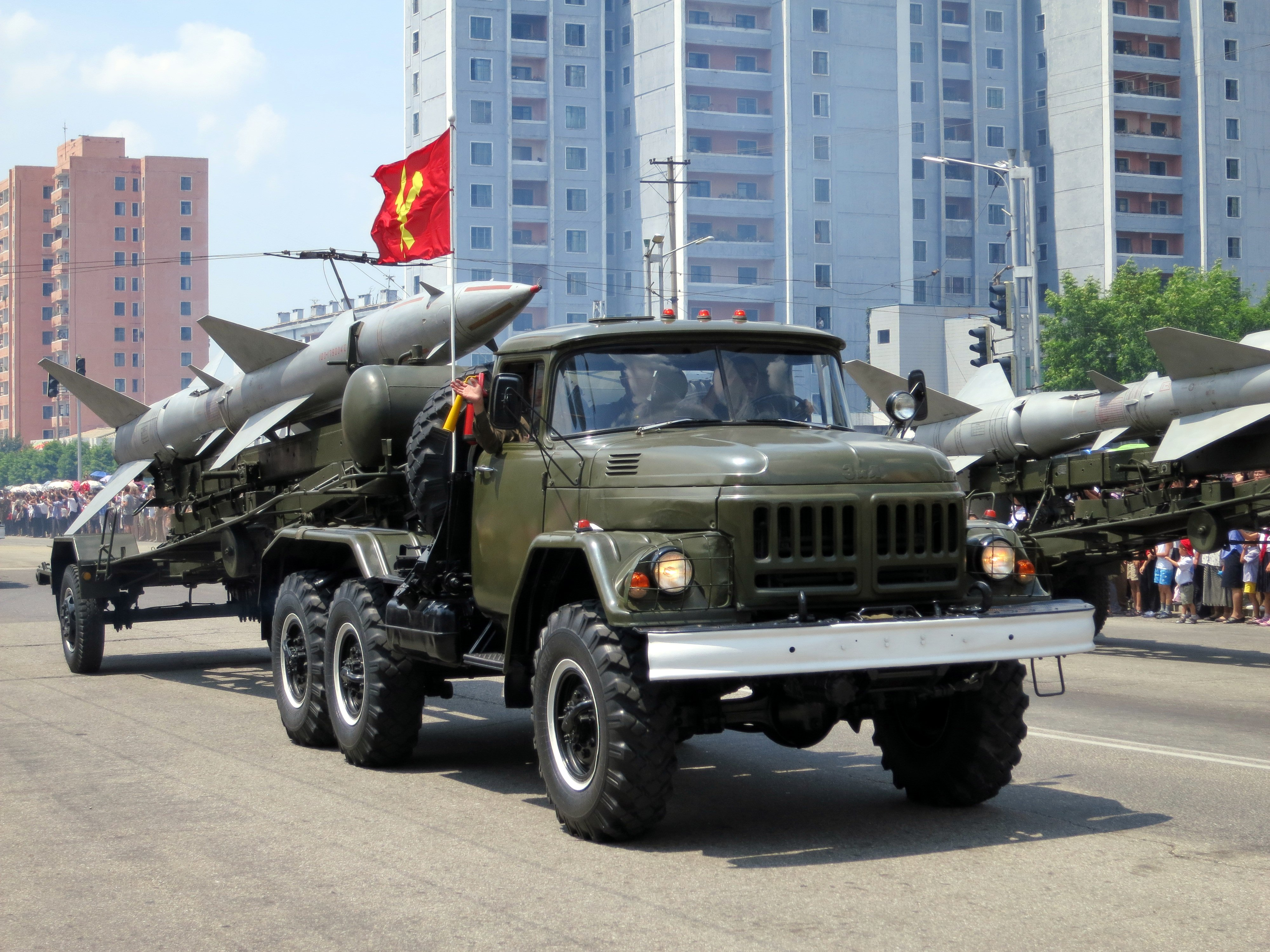
北朝鮮の軍事パレードに登場したS-75（2013年）

S-75は、インド、ベトナムのほかにもソ連と関係の深かった勢力に輸出され、中国では改良型のHQ-2がライセンス生産された。また、様々な戦争で使用され「世界一多くの実戦を経験したSAM」「史上最も多く発射されたSAM」と呼ばれる。輸出されたS-75の一部は地対地ミサイルとして使われ、中国はこれを元に射程150km程度の短距離弾道ミサイルであるDF-7（NATOコードネーム：CSS-8）を開発した。開発から半世紀を経たS-75は、後継のS-200「ドゥブナ」（NATOコードネーム：SA-5「ガモン」）やS-300（NATOコードネーム：SA-10「グランブル」・SA-12A「グラディエータ―」）などが配備され、ロシア連邦を含め多くの国で退役しているが、一部は現役である。2015年に始まった第2次イエメン内戦では、武装組織フーシがS-75を短距離弾道ミサイルとしてサウジアラビア攻撃に用いた。
軍事評論家の江畑謙介によれば、北朝鮮が開発した弾道ミサイル、テポドン1号の弾頭切り離し時に使用するキック・モーターには同国で使用されているS-75のブースターが使用されているとされる。

## 派生型

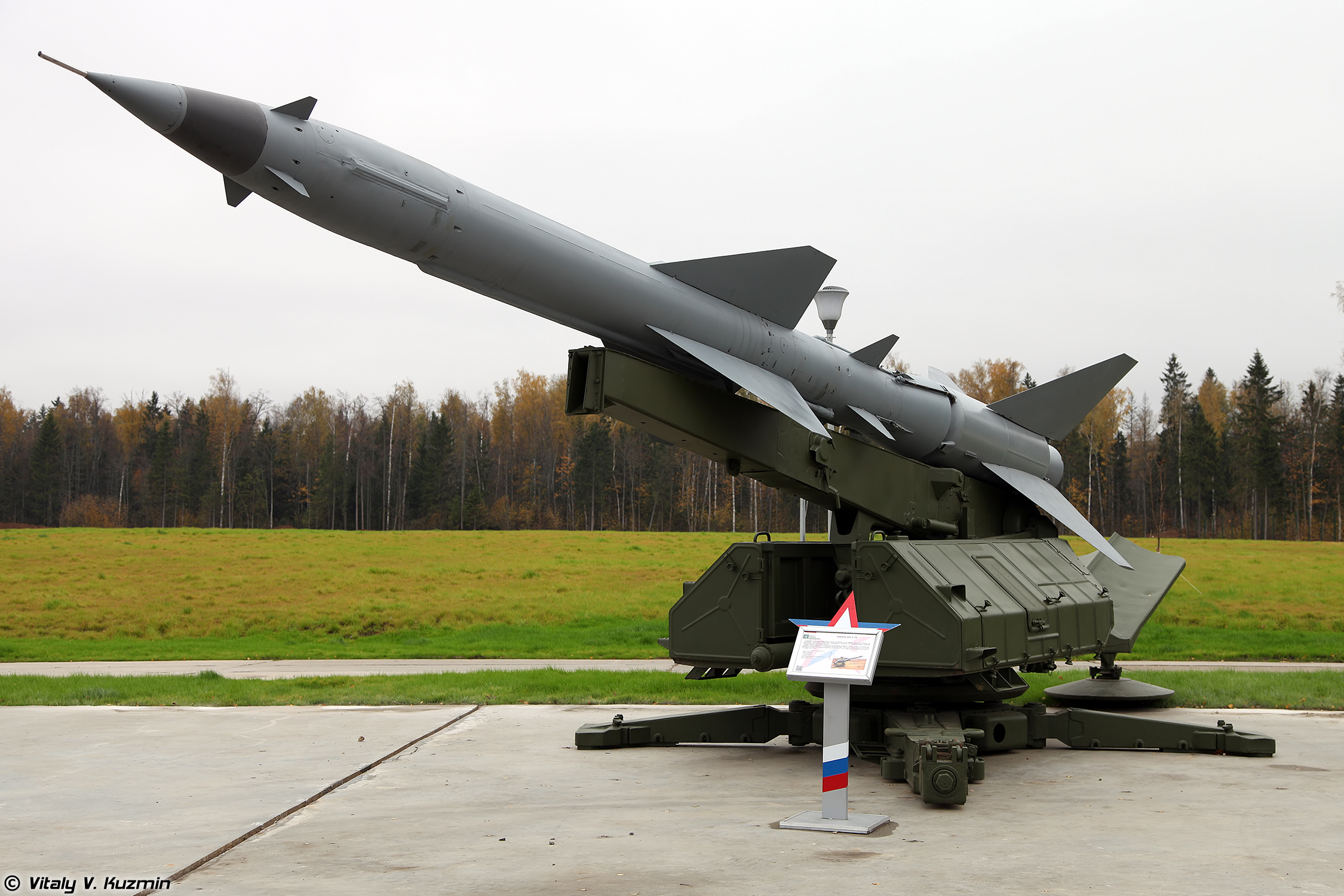
展示されるS-75M

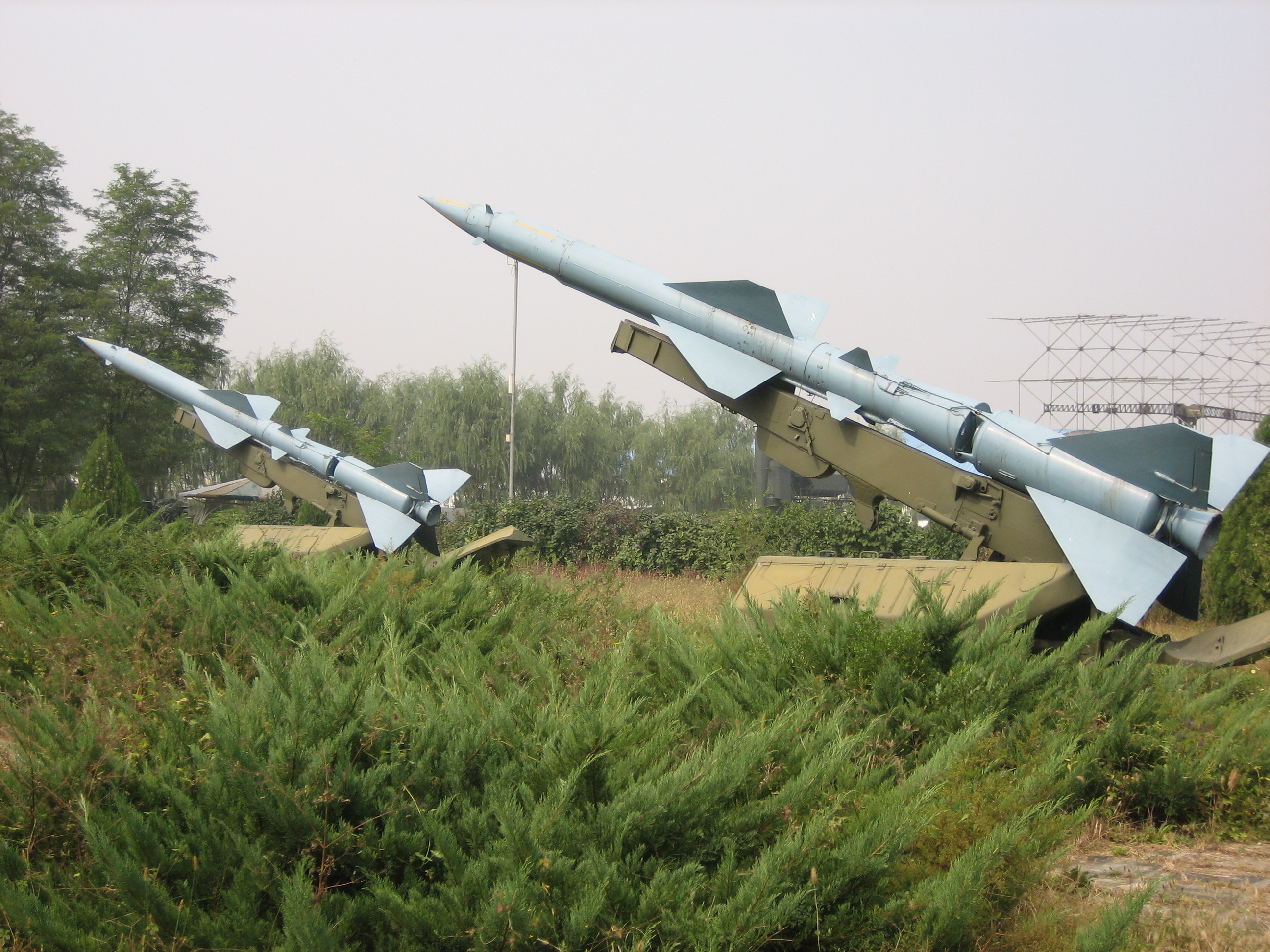
中国空軍航空博物館で展示されるHQ-2

S-75 ドヴィナー（С-75 Двина、SA-2A）
S-75の初期型。愛称は北ドヴィナ川のことを指す。ファンソンAレーダー（探査範囲60km）を使用し、ミサイルはV-750もしくはV-750Vである。V-750/750Vは全長10.6m、ミサイルの直径は0.5m（ブースターは0.65m）で、発射架に取り付けられた時点での重量は2,287kgである。射程は5-30km、射高は450-25,000mである。
M-2 ヴォールホフM（М-2 Волхов-М; SA-N-2A）
S-75の艦載型。1960年代にスヴェルドロフ級巡洋艦「ジェルジンスキー」に載せてテストが行われたが、重量過大と判断され、採用には至らなかった。
S-75 デスナー（С-75 Десна、SA-2B）
1959年より配備の始まったタイプで、愛称はデスナ川のこと。ファンソンBレーダー（探査範囲60km）を使用し、ミサイルはV-750VKもしくはV-750VNである。V-750VK/VNは全長10.8mとやや長くなり、ブースターはより強力になった。射程はより長くなり、射高は500-30,000mである。
S-75M ヴォールホフ（С-75 Волхов、SA-2C）
愛称はヴォールホフ川のこと。1961年より配備の始まったタイプで、ファンソングレーダー（探査範囲75km）を使用する。ミサイルはV-750VK/VNとほぼ同じだが、最大射程が43kmまで伸び、最低射高は400mとより低くなった。
SA-2D
ECCM能力を高めたファンソンEレーダー（探査範囲75km）を使用する。ミサイルはV-750SMで、これまでのタイプと異なる位置に誘導指令受信アンテナがある。気圧測定に用いるノーズプローブはより長くなっている。また、飛行持続用のモーター・ケーシングもやや異なる。長さや直径はC型とほぼ同じだが、重量は2,450kgに増加している。射程は4-43km、射高は250-25,000mになっている。
SA-2E
D型と同じくファンソンEレーダーを使用する。ミサイルはV-750AKで、ロケットはD型とほぼ同じであるが前部フィンが消失し、弾頭は球根状のずんぐりした形状である。全長は11.2mと、より長くなっている。また、炸裂時の危害半径を増大させるため、弾頭は15ktの核または295kg HEの2者を選択できる。
SA-2F
前年に勃発した第三次中東戦争でS-75が無力化されたのを見たソ連が、1968年より開発を始めたタイプで、新型のファンソンFレーダー（探査範囲60km）を使用する。ミサイルはV-750SMだが、ECCM能力を高めている。また、誘導方式も変更され、敵の警戒レーダーによる探知を防ぐことができる。カメラを搭載し、電子妨害があまりに激しい場合には目視誘導が可能である。
S-75M ヴォルガ（С-75М Волга）
1995年より使用された最終バージョンで、愛称はヴォルガ川のこと。
HQ-1
中国初の地対空ミサイル。ソ連の協力を得て中国がS-75を試作したが、少数の配備に終わった。
HQ-2
中国で開発された改良型。HQ-1のECCM能力を高めた。
| 型番                | 全長 m | 弾体直径 m | ブースター直径 m | 重量 kg | 弾頭                            | 誘導               | 射程    | 射程    | 射高   | 射高   | 速度 M |
| 型番                | 全長 m | 弾体直径 m | ブースター直径 m | 重量 kg | 弾頭                            | 誘導               | 最小 km | 最大 km | 最小 m | 最大 m | 速度 M |
| ------------------- | ------ | ---------- | ---------------- | ------- | ------------------------------- | ------------------ | ------- | ------- | ------ | ------ | ------ |
| V-750/750V （S-75） | 10.6   | 0.5        | 0.65             | 2,287   | HE破片効果（195kg）             | ビームライディング | 8       | 30      | 3,000  | 22,000 | 3.5    |
| V-750VK/VN （S-75） | 10.8   | ↑          | ↑                | ↑       | ↑                               | ↑                  | 10      | 34      | 500    | 30,000 | 4.0    |
| V-750M （S-75M）    | ↑      | ↑          | ↑                | ↑       | ↑                               | ↑                  | 9       | 43      | 400    | 30,000 | ↑      |
| V-750AK （S-75M）   | 11.2   | ↑          | ↑                | 2,450   | ↑                               | ↑                  | 7       | 43      | ↑      | ↑      | ↑      |
| V-750SM （S-75M）   | 10.8   | ↑          | ↑                | ↑       | HE破片効果（295kg）/ 15kT核弾頭 | ↑                  | ↑       | ↑       | ↑      | ↑      | 4.5    |

## 運用国

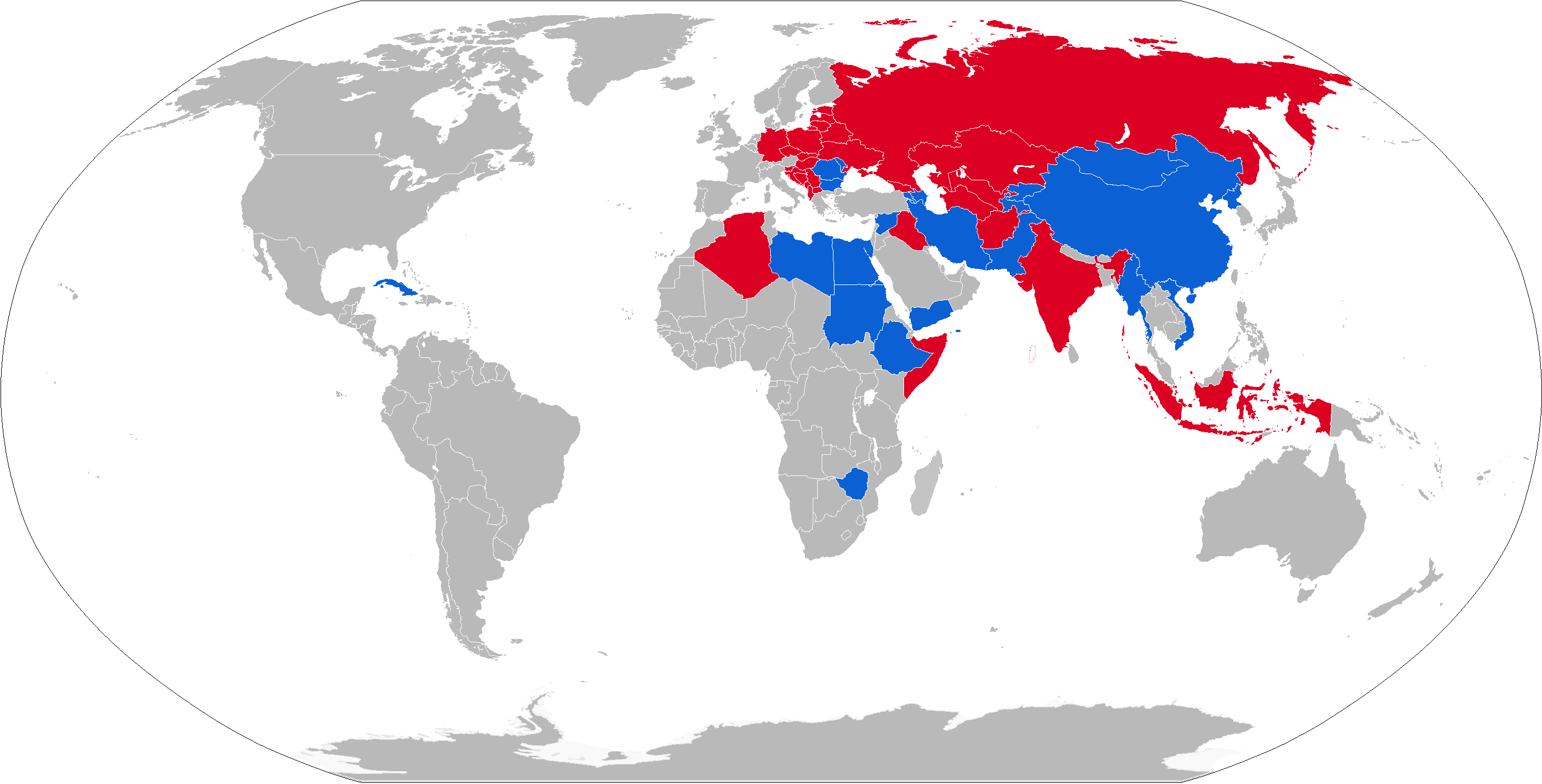
運用国

- アルメニア
- アゼルバイジャン

2024年時点で、アゼルバイジャン空軍が数量不詳のS-75を保有。
- ブルガリア
- 中華人民共和国
- キューバ
- エジプト
- イラン
- カザフスタン

2023年時点で、カザフスタン防空軍が12基のS-75M ヴォールホフを保有している。
- キルギス

2023年時点で、キルギス空軍が6基のS-75M3を保有している。
- モンゴル
- ミャンマー
- 北朝鮮
- パキスタン

2023年時点で、パキスタン空軍が6基のHQ-2を保有している。
- ルーマニア
- シリア
- タジキスタン
- ベトナム
- イエメン
- ジンバブエ

### 退役国
- アフガニスタン
- アルジェリア
- 東ドイツ
- ジョージア
- ハンガリー
- インドネシア
- インド
- イラク
- ポーランド
- ソビエト連邦/ ロシア
- ユーゴスラビア
- ソマリア

## その他
模型ではエアフィックスから、SAM-2ミサイルとしてOO(ダブルオー)スケールでキット化されて以来、長らく新製品が無かったが、2003年に中国の模型メーカートランペッターから1/35スケールでトラック牽引状態（エジプト/ソビエト連邦軍および中国人民解放軍のHQ-2の2種）と発射架に載せられたバージョンの合計3つのラインナップで発売された。このほか、グラン（Gran）他1社から1/72模型が発売されている。